# Gonodonta syrna
Gonodonta syrna là một loài bướm đêm trong họ Noctuidae.